# Los Bando
Los Bando és una pel·lícula noruega del 2018 dirigida per Christian Lo. S'ha doblat i subtitulat al català.
Va guanyar el premi del Públic Jove del Festival de Cinema de Zúric.A més, va ser nominada a la millor pel·lícula infantil dels premis Amanda, i al premi del Públic Jove dels 32ns Premis del Cinema Europeu. També es va projectar a la secció Generation Kplus del Festival Internacional de Cinema de Berlín de 2018.
La pel·lícula va recaptar 291.495 dòlars a la taquilla de tot el món.